# Coro di San Lorenzo

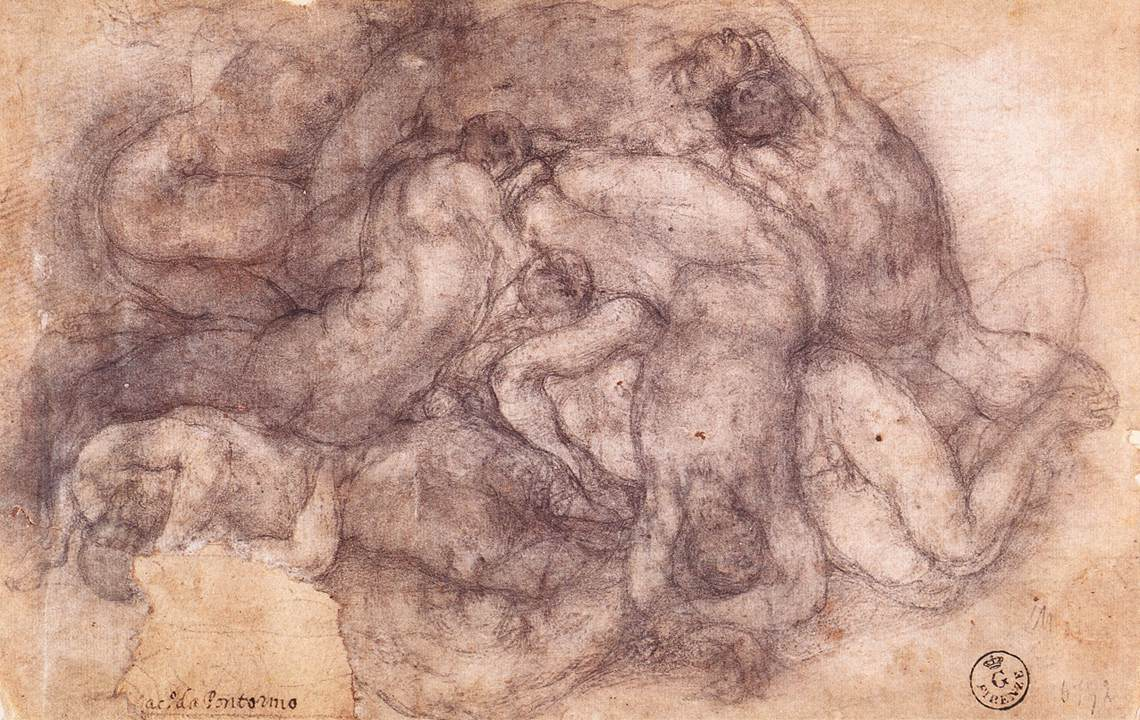
Gruppo di morti

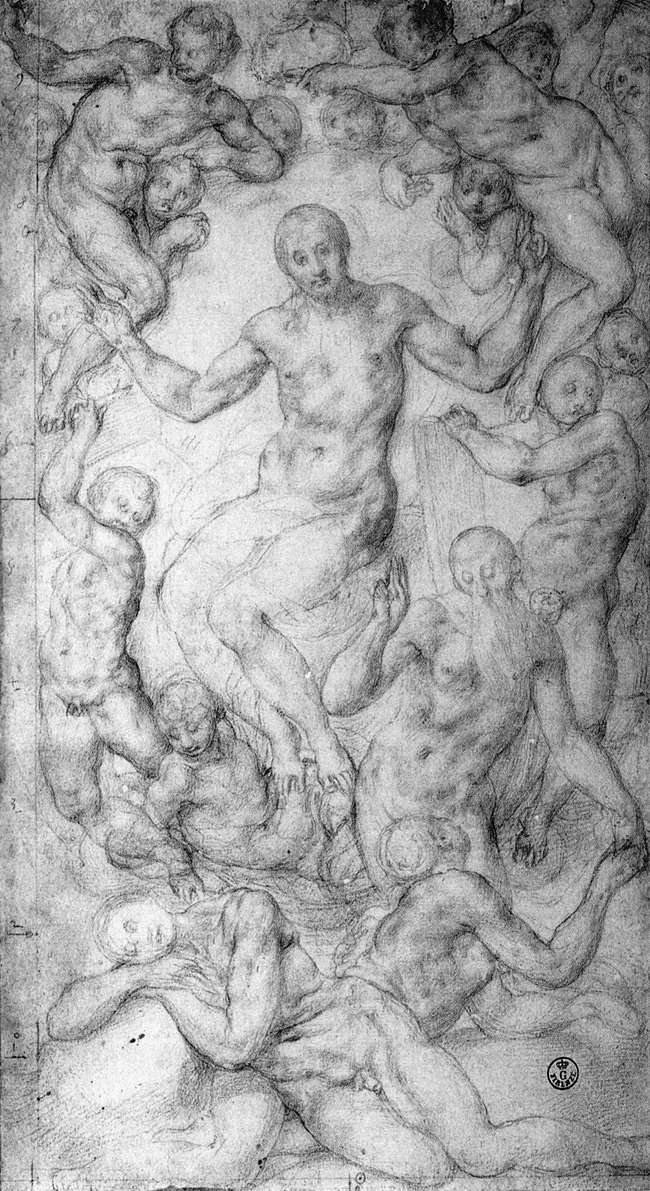
Cristo giudice e creazione di Eva

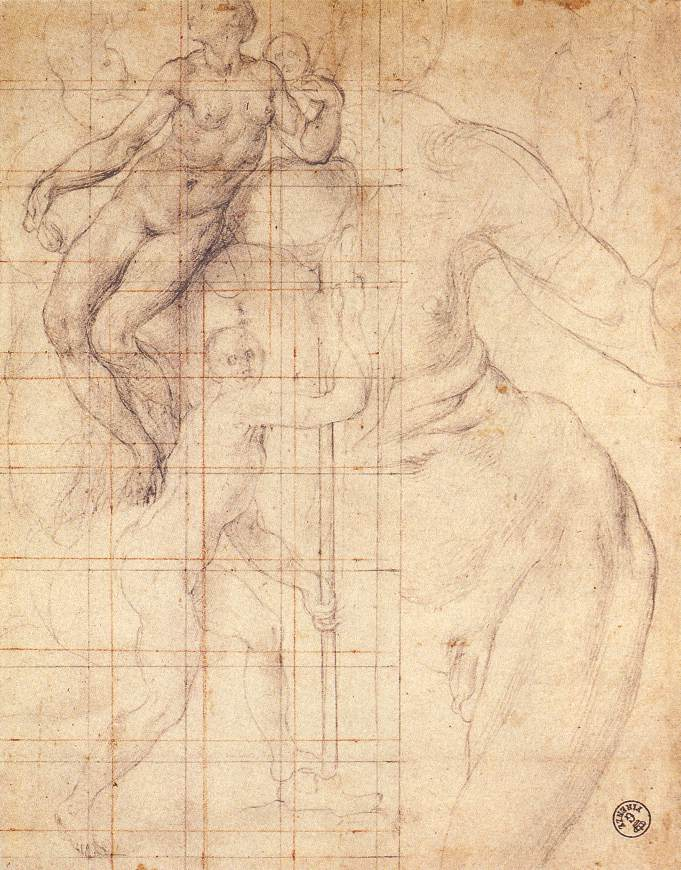
Lavoro dei Progenitori

Il coro della basilica di San Lorenzo a Firenze conteneva un perduto ciclo di affreschi di Pontormo, databile alla sua estrema attività (1546-1556, un anno prima della sua morte) e probabilmente il suo capolavoro. Fu distrutto per le connotazioni religiose non ortodosse verso il 1738

## Storia
Pier Francesco Riccio, segretario privato e maggiordomo del granduca Cosimo I de' Medici, commissionò verso il 1546 un grande ciclo di affreschi per il coro, o cappella maggiore, della chiesa medicea per eccellenza, San Lorenzo. Il Riccio era cappellano di San Lorenzo e inoltre aveva delega ducale alla politica artistica, incarico che, per come lo svolgeva, gli valse le antipatie di Giorgio Vasari e Benvenuto Cellini. 
Pontormo lavorò all'impresa alacremente e pressoché senza assistenti (escluso l'inseparabile Agnolo Bronzino) per i successivi dieci anni, annotando nel suo diario il procedere dei lavori e studiando le figure con numerosi disegni, in parte pervenutici. Gli affreschi si dispiegavano sulle tre pareti su due registri e contenevano scene bibliche. Insolita era l'iconografia cristologica che fa riferimento al trattatello cripto-protestante Il Beneficio di Cristo, allora tollerato e che faceva capo agli ambienti della Controriforma: in esso si proclamava la fiducia nella salvezza individuale attraverso la sola fede. Lo stesso Riccio era un simpatizzante riformista e possedeva un testo manoscritto del Beneficio.
Alla morte del Pontormo gli affreschi furono portati a termine dal Bronzino stesso. Mal visti in epoca controriformata, criticati da Vasari che non ne apprezzò, a suo dire, l'eccessiva libertà compositiva, vennero infine distrutti irreparabilmente nel 1738 o nel 1742, quando l'intero coro venne demolito e ricostruito, all'epoca dell'Elettrice Palatina.

## Descrizione
La disposizione originaria delle scene non è sicura e si basa sulle indicazioni fornite da Giorgio Vasari (Le vite de' più eccellenti pittori, scultori e architettori, 1568), da Francesco Bocchi (Bellezze della città di Fiorenza, 1591) e da un'incisione tardo cinquecentesca nell'Albertina di Vienna. I disegni preparatori superstiti, venti in tutto, sono tutti al Gabinetto dei disegni e delle stampe degli Uffizi salvo due, come indicato in seguito. Il ciclo doveva avviare nel registro superiore della parete centrale dove, intervallati da due finestre, si dovevano trovare le prime storie della Genesi: da sinistra, la Cacciata dal Paradiso terrestre (un disegno preparatorio della scena, uno della sola Eva), Cristo in gloria e creazione di Eva (un disegno preparatorio generale, uno del solo Adamo disteso in basso) e il Peccato originale. La centralità della figura di Cristo e l'allusione alla sua redenzione effettuata dopo una prima, rovinosa vittoria del maligno sull'umanità (il tema ricorrente della morte e della catastrofe) erano legate a una particolare religiosità di ascendenza riformista, legata alla teoria della giustificazione per la sola fede, all'insegna di un contatto più diretto possibile con la divinità. 
Su questo stesso livello nelle pareti laterali, sempre intervallate dalle finestre, si trovavano tre scene per lato: a sinistra Sacrificio di Caino e Abele e uccisione di Abele (due disegni preparatori), Storie di Noè e Mosè che riceve le tavole della Legge (un disegno preparatorio con Mosè di spalle che solleva le tavole, sulle quali Dio punta l'indice dall'alto, uno col solo Mosè); a destra i Quattro evangelisti (un disegno preparatorio), il Sacrificio di Isacco (un disegno preparatorio all'Accademia Carrara di Bergamo) e il Lavoro di Adamo ed Eva (due disegni preparatori in cui si vede Adamo che affonda la zappa nella terra ed Eva che tiene un fuso e una conocchia). 
Il registro inferiore conteneva due grandi scene laterali in cui erano presenti numerosissime figure, avviluppate senza "né ordine di storia, né misura, né tempo, né varietà di teste, non cangiamento di colori di carni, et insomma non alcuna regola, né proporzione, né alcun ordine di prospettiva", come criticò Vasari. A sinistra doveva trovarsi il Diluvio universale e Noè che parla con Dio (tre disegni preparatori), a destra la Resurrezione dei corpi prima del Giudizio Universale (due disegni preparatori). 
Più complessa era la parte inferiore della parete centrale, poiché non si è sicuri se presentasse una doppia finestratura come il registro superiore o meno. Nella parte più alta dovevano trovarsi due coppie di putti abbracciati, mentre al centro si trovava il Martirio di san Lorenzo (un disegno preparatorio), affiancato da due scheletri reggitorcia; in basso infine doveva inscenarsi l'ascensione delle anime (due disegni preparatori di cui uno alle Gallerie dell'Accademia di Venezia). Molto probabilmente queste scene formavano un tutt'uno, a giudicare dalla confusione suscitata in un osservatore preparato come Vasari, il quale non riusciva a cogliere "la dottrina" del complesso decorativo. 
In generale quindi le scene riflettevano sull'opposizione tra mondo della legge e mondo dell'errore, nella realtà rinnovata dalla grazia divina tramite il sacrificio di Cristo. L'accostamento di Gesù risorto (con gli evidenti strumenti della Passione) alle storie dei Progenitori sottintende infatti una nuova creazione dell'uomo. Al peccato che incorre nella vita umana si riferivano le scene con Caino e Abele e alla sua espiazione il Lavoro dei Progenitori, mentre Noè prefigurava la salvezza dell'umanità, così come il Sacrificio di Isacco inscenava l'offerta del figlio che Dio fece con Gesù. Alla nuova legge stabilita da Cristo alludevano i quattro Evangelisti, mentre al rinnovarsi della vecchia legge si riferiva la presenza di Mosè. L'ultimo atto della storia umana era poi simboleggiato dalle scene (parziali) del Giudizio.

## Stile
Ciò che risulta dai disegni superstiti e dalle testimonianze è che gli affreschi di San Lorenzo fossero privi di una qualsiasi organizzazione spaziale, arrivando a negare la fisicità delle figure e la loro caratterizzazione sessuale in figure maschili o femminili. Scrisse R. Corti (1977) come invece venivano evidenziati gli "aspetti inorganici, la flaccidità della carne rispetto ai muscoli, l'assenza di una precisa individualità come di una forza attiva e vitale". Si tratta di un'evidente polemica aperta con Michelangelo Buonarroti, rovesciando l'eroismo e il vigore anatomico dei suoi nudi nella volta della Cappella Sistina (1508-1512) e nel Giudizio universale (1537-1541). Le torsioni espressive del Buonarroti sono qui portate alle estreme conseguenze, con i personaggi di Pontormo in preda a pose instabili, spesso incrociate e avviluppate, spiraliformi e serpentinate, all'insegna di uno spiccatissimo anticlassicismo e antinaturalismo. Nel disegno preparatorio del Gruppo di morti ad esempio la composizione è caratterizzata da un inestricabile viluppo di corpi, legati a catena e sviluppato verso i lati e verso l'alto, in un insieme libero da regole spaziali di alcuna sorta.

## Altre immagini

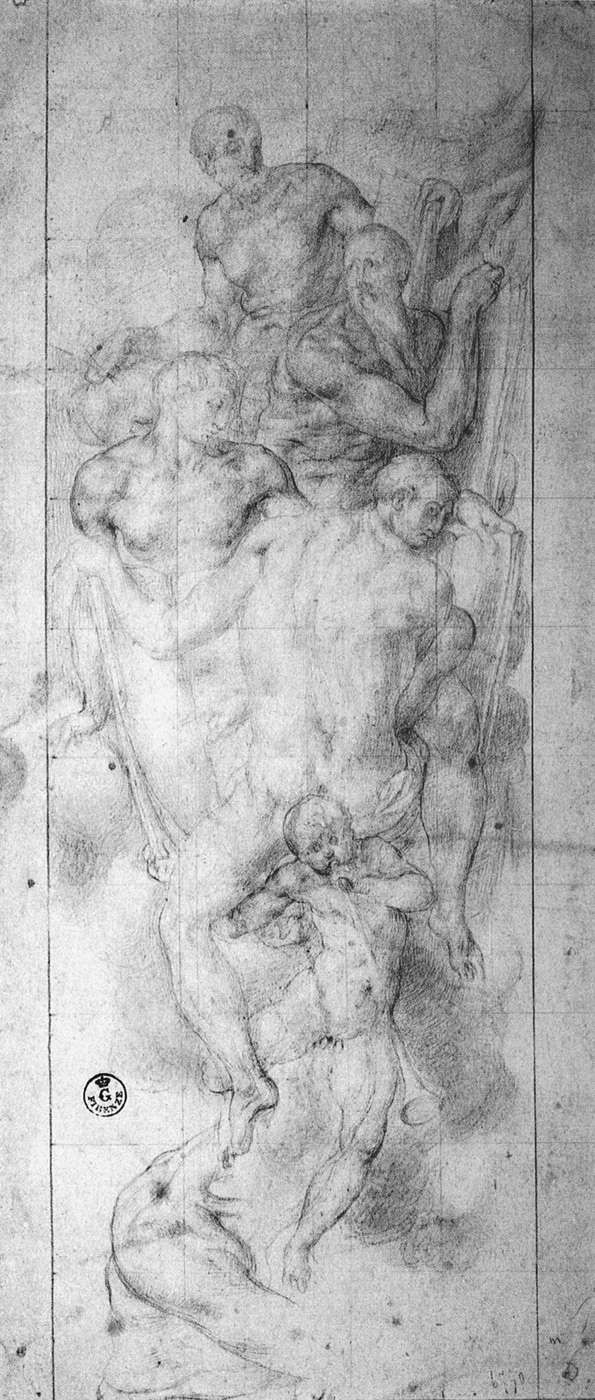
Gli Evangelisti
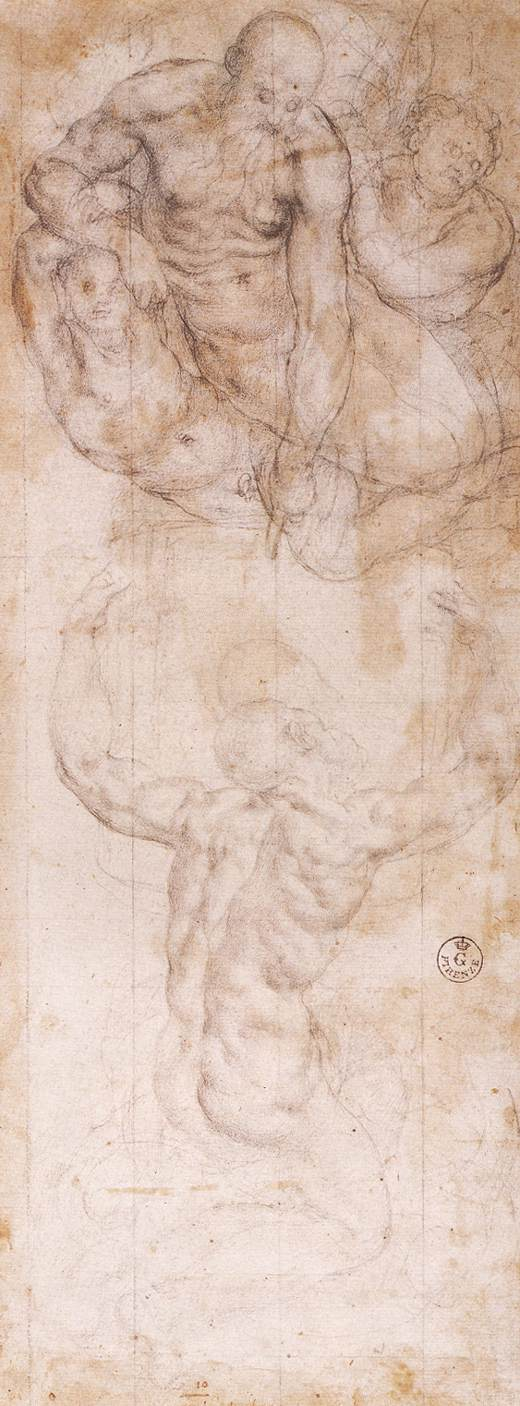
Mosè riceve le tavole della Legge
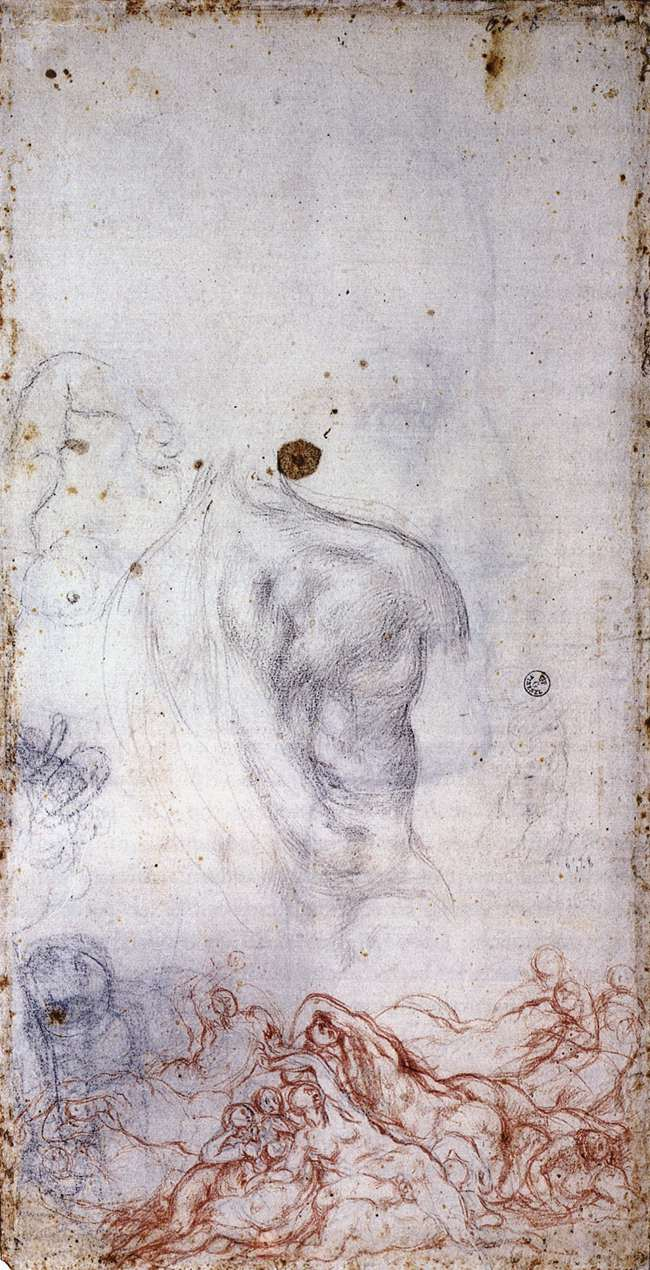
Resurrezione dei corpi
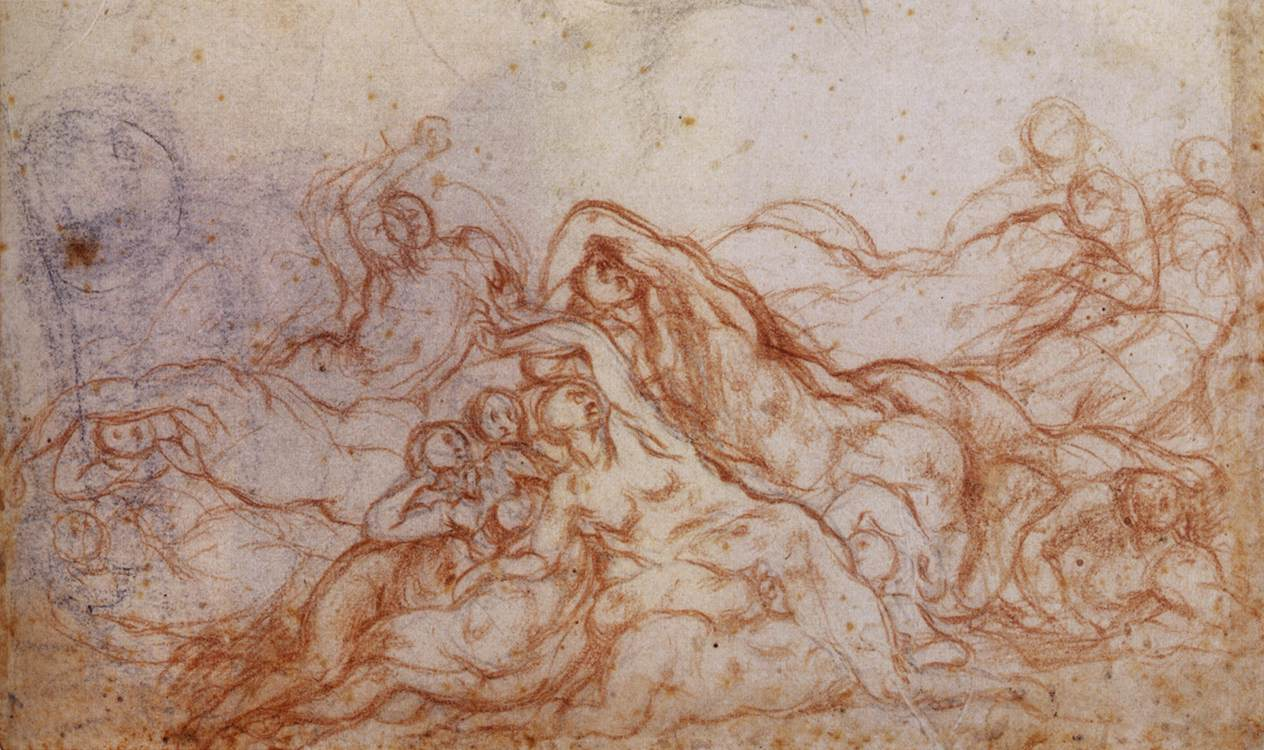
Resurrezione dei corpi (dettaglio)